# 피에르 레비
피에르 레비(프랑스어: Pierre Lévy, 1956년~)는 프랑스의 미디어 철학자 사회학자이다.

## 생애
프랑스령 튀니지에서 출생하였고, 스파라드 유대인 부모 밑에서 자랐다. 특히 디지털 테크놀로지의 문화적, 인식론적 영향과 사회적 사용을 연구를 하고 있으며 다양하고 많은 관련 저서를 썼다. 프랑스의 파리4 대학에서 과학사를 전공하고 프랑스 고등사회과학연구원(EHESS)에서 사회학 박사, 프랑스 그르노블(Grenole)에서 정보커뮤니케이션학 박사를 받았다.
스위스 제네바에 있는 뉴로프 연구소의 공동 설립자자이며 한 사회집단 안에서 지식을 구성하고 분배하고 서로 교환하는 소프트웨어인 지식나무(knowledge tree)를 개발하였다. 2000년부터는 벨기에 브뤼셀에서 유럽연합연구센터를 위한 정부와 전자민주주의 컨설턴트로 활동하고 있으며, 현재 캐나다 오타와 대학교(University of Ottawa) 사회커뮤니케이션학과 교수로 재직하고 있으며, 2002년부터 캐나다 집단지성 연구단을 이끌고 있다. 캐나다의 국립 과학 아카데미인 '캐나다 왕립 한림원(the Royal Society of Canada)' 회원이다.
특히 그는 인터넷을 기반으로 하는 집단지성(Collective intelligence)의 활용을 예견하는 저서 "집단지성(L'intelligence collective)"을 1994년에 발표하였다. 이 저서를 통해 사이버 공간에 지식과 정보의 자유로운 분배 및 상호 교환을 구심점으로 하는 형태를 부여하고 집단 지성의 가능성들을 풀어보임으로써 미래의 인류 사회를 위한 하나의 밑그림을 제시하였다.

## 저서
- 집단지성 - 사이버 공간의 인류학을 위하여 (L'inteligence collective), 피에르 레비 지음, 권수경 옮김, 문학과 지성사, ISBN(13) : 9788932013015
- 누스페어 (World Philosophie),피에르 레비 지음, 김동윤, 손주경, 조준형 옮김, 생각의 나무, 2003년, ISBN(13) : 9788984982680
- 지식의 나무(Les Arbres de connai-ssances), 피에르 레비 지음, 강형식 옮김, 철학과현실사, 2003년, ISBN(13) : 9788977754157
- <지능의 테크놀로지>(Les Nechnologies de lintelligence)
- <세계철학>(World Philosophie)
- <가상이란 무엇인가>(Becoming Virtual)
- <역동적 표의문자> (L'Ideographie dynamique)
- <사이버 문화> 피에르 레비 지음, 김동윤+조준형 옮김, 문예출판사, 2000년,ISBN 89-310-0130-4 03300